# Ricardo Pérez-Marco
Pour les articles homonymes, voir Ricardo Pérez, Pérez et Marco.
Ricardo Pérez-Marco (né en 1967 à Barcelone) est un mathématicien franco-espagnol.

## Formation et carrière
Pérez-Marco a étudié (après s'être préparé aux études des Grandes Écoles françaises au Lycée Louis-le-Grand à Paris) à l'École normale supérieure (et en même temps la physique à Barcelone) et a obtenu son doctorat en 1990 à l'Université Paris-Sud sous la direction de Jean-Christophe Yoccoz (avec une thèse intitulée Linéarisation des germes de difféomorphismes holomorphes de (C,0) et des difféomorphismes analytiques du cercle). Il devient ensuite directeur de recherche du CNRS à l'Université de Paris XIII. Il est professeur à l'Université de Californie à Los Angeles (UCLA) depuis le début des années 2000. En 1997, il a reçu une bourse Sloan de la Fondation Alfred P. Sloan.

## Travaux
Pérez-Marco traite des systèmes dynamiques et y résout plusieurs problèmes importants, pour lesquels il reçoit le prix de la Société mathématique européenne en 1996. Entre autres choses, il a résolu un problème de Vladimir Arnold sur la linéarisabilité des difféomorphismes analytiques du cercle sans points d'accumulation d'orbites périodiques. Il a développé une théorie des germes analytiques non linéarisables.